# Jakob Grinbaum
Jakob Bencjon Grinbaum, född 13 februari 1949, är en svensk företagsledare som är styrelseordförande för fastighetsbolaget Oscar Properties. Han har tidigare arbetat på bankerna Nordbanken/Merita-Nordbanken och Nordea Bank AB som bland annat chef för handel, företagsutveckling och bankernas internbanker, finansdirektör och vice vd. Grinbaum satt även som vice styrelseordförande för finansinstitutet SBAB Bank AB och pensionsfonden Fjärde AP-fonden samt ledamot i koncernstyrelsen för fastighetsbolaget Jernhusen AB.
Han avlade en filosofie kandidat vid Uppsala universitet.